# Короткова, Галина Павловна
Галина Павловна Короткова — советский учёный-биолог, эмбриолог, специалист по регенерации животных и видный представитель отечественной спонгиологической научной школы (спонгиологи — учёные, занимающиеся изучением губок (Porifera)).

## Биография
Галина Павловна родилась в 1924 году в селе Орехово Галичского уезда Костромской губернии (ныне в Галичском районе Костромская области) в семье служащих. Юность её пришлась на тяжёлые военные годы. Сначала она работала техником-вычислителем в эвакуированном из Ленинграда Государственном оптическом институте (ГОИ) в г. Йошкар-Ола, а в 1944 г. поступила в Ленинградский государственный университет (ЛГУ), который в это время находился в эвакуации в Саратове.
В годы обучения в ЛГУ была студенткой студенткой кафедры генетики и экспериментальной зоологии, организованной Ю. А. Филипченко в 1919 г. на базе Петергофского естественно-научного института (ПЕНИ) (позднее БиНИИ). Г. П. Короткова, будучи студенткой работала под руководством П. Г. Светлова и изучала чувствительность Dinophilus taeniatus (многощетинковый червь) на разных этапах онтогенеза к повреждающим воздействиям. Позднее её научной работой руководил профессор Л. Н. Жинкин.
Окончание обучения Г. П. Коротковой в ЛГУ совпало с печально известной августовской (лысенковской) сессией ВАСХНИЛ 1948 года. В том же 1948 г. на биолого-почвенном факультете ЛГУ создана кафедра эмбриологии. Окончив своё обучение по специальности «эмбриология» в 1949 г., Г. П. Короткова поступила в аспирантуру при новоорганизованной кафедре эмбриологии биолого-почвенного факультета ЛГУ, которую успешно окончила, защитив кандидатскую диссертацию в 1952 г., посвящённую изучению иммунологического и формообразовательного значения яйцевых оболочек в ходе развития зародыша птиц.
После защиты кандидатской диссертации с 1953 по 1956 г. Галина Павловна работала на кафедре эмбриологии ЛГУ ассистентом. Её научной работой в то время руководил профессор Борис Петрович Токин, оказавший большое влияние на формирование её научных взглядов. Не только научный интерес, но и глубокие личные симпатии сближали этих людей. Впоследствии они стали мужем и женой. Это был прекрасный семейный союз, давший сильный импульс их творческой научной деятельности. Многолетние экспериментальные и сравнительно-эмбриологические исследования восстановительных реакций у животных привели к созданию Г. П. Коротковой совместно с Б. П. Токиным учения о соматическом эмбриогенезе.
В 1956—1970 гг. Г. П. Короткова была доцентом кафедры эмбриологии ЛГУ и читала курсы «Сравнительная эмбриология позвоночных», «Восстановительные морфогенезы» (В 1981 г. на базе своих работ и работ коллег, учеников, а также лекционного курса, читаемого студентам на протяжении многих лет, выходит монография «Восстановительные морфогенезы у губок». Многие затронутые в книге проблемы и по сей день являются предметом оживленных дискуссий специалистов).
В 1969 г. Г. П. Короткова защитила докторскую диссертацию по теме «Регенерация и соматический эмбриогенез у Губок».
С 1970 г. возглавила организованную ею на базе Биологического института ЛГУ (БиНИИ) лабораторию регенерации и соматического эмбриогенеза (ныне лаборатория онтогенеза).
В 1984—1986 гг. после смерти Б. П. Токина заведовала кафедрой эмбриологии ЛГУ до её смены на этом посту А. К. Дондуа.
Уйдя на пенсию в 1986 г., написала фундаментальный труд «Регенерация животных», увидевший свет в 1997 г.
Под руководством Г. П. Коротковой за время её работы было выполнено и защищено около 10 кандидатских диссертаций, написано немало научных статей и монографий, создана сильная научная школа, которая жива и по сей день.